# Os sedutores
Os sedutores (Portugees voor De verleiders) is een lied compositie geschreven door Heitor Villa-Lobos. Hij voorzag het van een bijtitel Cançoneta hetgeen klein lied betekent. Het is al jaren de vroegst bekende compositie van de Braziliaan. Hij schreef het volgens overlevering op verzoek van zijn moeder, nadat zijn vader was overleden. Het is nooit gepubliceerd, er is wel een manuscript.